# St. Bonifatius (Grömitz)

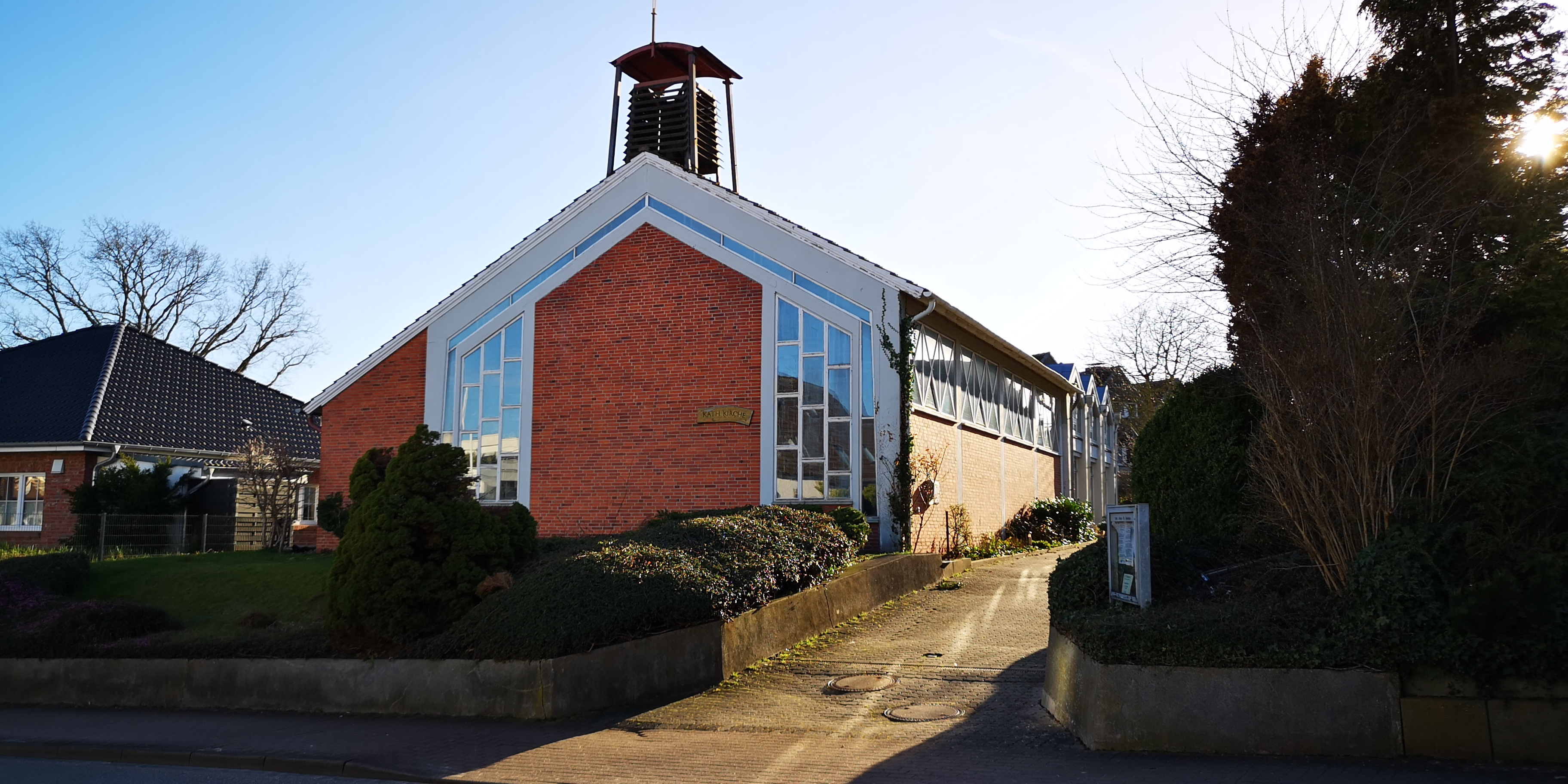
St.-Bonifatius-Kirche (2020)

St. Bonifatius war die römisch-katholische Kirche in Grömitz, einer Gemeinde im Kreis Ostholstein in Schleswig-Holstein. Die nach dem heiligen Bonifatius benannte Kirche war eine Filialkirche der Pfarrei Sankt Vicelin mit Sitz in Eutin im Erzbistum Hamburg.

## Geschichte
Durch die Reformation wurden die Bevölkerung von Grömitz und die St.-Nicolai-Kirche lutherisch.
Erst im Zuge der Flucht und Vertreibung Deutscher aus Mittel- und Osteuropa nach dem Zweiten Weltkrieg ließen sich wieder Katholiken in größerer Zahl in Grömitz nieder. Pfarrer August Blazejewski (1905–1981), der von 1946 bis 1962 in Grömitz tätig war, wurde ihr Seelsorger. Die katholischen Gottesdienste fanden vor dem Bau der St.-Bonifatius-Kirche in der evangelischen St.-Nicolai-Kirche statt.
1961 fand die Grundsteinlegung für die am 22. Juli 1962 benedizierte St.-Bonifatius-Kirche statt, die bereits 1968 eine Erweiterung erfuhr. Die Kirche steht auf dem Grundstück Christian-Westphal-Straße 62 und gehörte als Filialkirche zur Pfarrei St. Johannes in Neustadt in Holstein im Dekanat Eutin.
Am 31. Dezember 2016 wurde die Dekanatsstruktur des Erzbistums Hamburg aufgehoben und die St.-Bonifatius-Kirche dem Pastoralen Raum Ostsee-Holstein angeschlossen, aus dem am 28. Januar 2018 die heutige Pfarrei Sankt Vicelin entstand.
Am 2. November 2024 fand in der St.-Bonifatius-Kirche die letzte Heilige Messe statt, seit dem 1. Sonntag im Advent 2024 wird die Kirche nicht mehr genutzt. Zum 1. Juli 2025 wurden per Dekret vom 10. Juni 2025 Kirche und Altar profaniert.